# 齋藤康貴
齋藤康貴（1988年6月5日—）是一位日本男性播報員，所屬電視台為朝日電視台。出生於東京都，身高181公分。

## 來歷
東京都立竹早高等學校、早稻田大學文化構想學部畢業。學生時期，曾以模特兒的身份在各種活動中演出。2011年4月1日，進入朝日電視台。

## 個人
- 從中學時期開始，對職業摔角感到興趣，直到現在仍會關心比賽結果[4]。
- 是劍道初段，有12年的劍道資歷[4]。另外也打過三年籃球[4]。
- 擁有書道七段、普通自動車免許（駕照）的資格[4]。
- 最喜歡的電影是湯姆·克魯斯主演的《香草天空》；最喜歡的漫畫則為《第一神拳》[4]。
- 小時候憧憬的職業是學校老師。

## 演出節目

### 現在演出節目
- 超級J頻道（新聞取材）
- 各種體育賽事直播

### 過去演出節目
- 速報!甲子園之路（日语：速報!甲子園への道）（2011年）
- 烏合之眾電視！（日语：やじうまテレビ!）（菅原知弘的代班，2011年9月12日－9月16日）
- 軟奶油（日语：ソフトくりぃむ）（2011年10月4日）
- News Access（日语：News Access）（BS朝日、2012年4月－2013年3月）每星期五「電影院訪問」單元

## 外部連結
- テレビ朝日アナウンサーズ 齋藤康貴 （页面存档备份，存于） （日語）
- テレビ朝日アナウンサーズ パーソナルページ （页面存档备份，存于） （日語）